# Tomas Norström
Stig Tomas Norström (født 23. maj 1956 i Södertälje, død 3. oktober 2021 i Stockholm) var en svensk skuespiller. Han har også indlæst lydbøger, blandt andet bøger af J. R. R. Tolkien. Han studerede ved Teaterhögskolan i Stockholm til 1981.

## Filmografi (udvalg)
- 1979 – En kärleks sommar
- 1981 – Varning för Jönssonligan
- 1988 – Som man ropar (TV)
- 1991 – Den hvide viking
- 1993 – Kådisbellan
- 1994 – Polismördaren
- 1996 – Jægerne
- 1997 – Reine & Mimmi i fjällen!
- 2005 – Pistvakt
- 2005 – Wallander – Mörkret
- 2006 – LasseMajas detektivbyrå (TV)
- 2007 – Beck – Den svaga länken
- 2008 – LasseMajas detektivbyrå – Kameleontens hämnd
- 2008 – Gunnel (instruktør)[2]